# Conrad Böcker
Conrad Helmut Fritz Böcker (* 24. August 1870 in Leipzig; † 8. April 1936 in Frankfurt am Main) war ein deutscher Turner.

## Biographie
Böcker nahm an den Olympischen Spielen 1896 in Athen teil. In den Einzelwettbewerben hatte er wenig Erfolg. Er startete am Barren, am Reck, am Pferd und an den Ringen, konnte aber in keiner der Disziplinen eine Medaille erringen. Mit der Mannschaft konnte er aber am Reck und am Barren die Goldmedaille erreichen.